# A Kergefarm epizódjainak listája
Ez a lap a Kergefarm című amerikai animációs sorozat epizódjait tartalmazza.

## Évados áttekintés
| Évad | Évad | Epizódok | Eredeti sugárzás     | Eredeti sugárzás  | Magyar sugárzás   | Magyar sugárzás | Eredeti adó | Magyar adó |
| Évad | Évad | Epizódok | Évadpremier          | Évadzáró          | Évadpremier       | Évadzáró        | Eredeti adó | Magyar adó |
| ---- | ---- | -------- | -------------------- | ----------------- | ----------------- | --------------- | ----------- | ---------- |
|      | 1    | 20       | 2015. július 16.     | 2016. február 26. | 2019. április 1.  | 2019. május 14. | Nickelodeon | Nicktoons  |
|      | 2    | 20       | 2016. szeptember 25. | 2017. május 31.   | 2019. április 19. | TBA             | Nicktoons   | Nicktoons  |

## Epizódok

### 1. évad (2015-2016)
| #   | #   | Eredeti cím                           | Magyar cím | Rendezte                            | Írta                                                              | Eredeti premier      | Magyar premier    |
| --- | --- | ------------------------------------- | ---------- | ----------------------------------- | ----------------------------------------------------------------- | -------------------- | ----------------- |
| 1.  | 1.  | Fudge-pocalypse                       |            | Luke Brookshier                     | Doug Lieblich                                                     | 2015. július 16.     | 2019. április 2.  |
| 2.  | 2.  | Pig Goat Banana Cricket High Five!    |            | Nick Cross, Ben Jones és Gabe Swarr | David Sacks és Johnny Ryan                                        | 2015. július 18.     | 2019. április 1.  |
| 3.  | 3.  | Super Space Meatball                  |            | Luke Brookshier                     | Doug Lieblich, Johnny Ryan, Dávid Sacks, és Merriwether Williams  | 2015. július 25.     | 2019. április 9.  |
| 4.  | 4.  | The Chronicles of Cutesachusetts      |            | Joe Horne                           | David Sacks és Johnny Ryan                                        | 2015. augusztus 1.   | 2019. április 3.  |
| 5.  | 5.  | Prank Thy Neighbor                    |            | Carl Faruolo                        | David Sacks, Johnny Ryan és Merriwether Williams                  | 2015. augusztus 8.   | 2019. április 5.  |
| 6.  | 6.  | Miss Cutesy Meow Meows                |            | Luke Brookshier                     | Doug Lieblich                                                     | 2015. szeptember 7.  | 2019. április 12. |
| 7.  | 7.  | Let's Get Tiny                        |            | Carl Faruolo és Kim Roberson        | David Sacks, Johnny Ryan, és Merriwether Williams                 | 2015. szeptember 18. | 2019. április 11. |
| 8.  | 8.  | The Most Beautiful Roach in the World |            | Ian Graham                          | Merriwether Williams                                              | 2015. szeptember 25. | 2019. április 15. |
| 9.  | 9.  | The Tooth of My True Love             |            | Luke Brookshier                     | Doug Lieblich, Johnny Ryan, David Sacks, and Merriwether Williams | 2015. október 2.     | 2019. április 8.  |
| 10. | 10. | Gauntlet of Humiliation               |            | Joe Horne és Ben Jones              | Doug Lieblich, Johnny Ryan, David Sacks, és Merriwether Williams  | 2015. október 9.     | 2019. április 4.  |
| 11. | 11. | DJ Wheelbarrow Full of Nachos         |            | Joe Horne                           | Justin Charlebois, Doug Lieblich, Johnny Ryan, és David Sacks     | 2015. október 16.    | 2019. április 10. |
| 12. | 12. | Underpants-Palooza                    |            | Kim Roberson és Carl Faruolo        | David Sacks és Johnny Ryan                                        | 2015. november 6.    | 2019. április 16. |
| 13. | 13. | Bananaland                            |            | Luke Brookshier                     | Doug Lieblich, Johnny Ryan, David Sacks, és Merriwether Williams  | 2015. november 13.   | 2019. április 17. |
| 14. | 14. | Zombie Broheims                       |            | Ian Graham                          | Justin Charlebois                                                 | 2015. november 20.   | 2019. április 18. |
| 15. | 15. | Happy Chalawunga!                     |            | Carl Faruolo                        | Merriwether Williams                                              | 2015. december 4.    |                   |
| 16. | 16. | Mall Ya Later                         |            | Kim Roberson                        | Merriwether Williams                                              | 2016. január 15.     | 2019. május 14.   |
| 17. | 17. | Total Bananarchy                      |            | Luke Brookshier és Kim Roberson     | Doug Lieblich                                                     | 2016. január 22.     | 2019. április 10. |
| 18. | 18. | Angry Old Raisin                      |            | Ian Graham                          | Justin Charlebois                                                 | 2016. február 5.     | 2019. április 22. |
| 19. | 19. | Cow Duck Avocado Mantis               |            | Cosmo Segurson                      | Merriwether Williams                                              | 2016. február 19.    | 2019. április 24. |
| 20. | 20. | It's Time to Slumber Party            |            | Kim Roberson                        | David Sacks és Johnny Ryan                                        | 2016. február 26.    | 2019. április 25. |

### 2. évad (2016-2018)
| #   | #   | Eredeti cím                     | Magyar cím | Rendezte                       | Írta                                                                               | Eredeti premier      | Magyar premier    |
| --- | --- | ------------------------------- | ---------- | ------------------------------ | ---------------------------------------------------------------------------------- | -------------------- | ----------------- |
| 21. | 1.  | Secret Origins: Special Edition |            | Ian Graham                     | Justin Charlebois, Doug Lieblich, Johnny Ryan, David Sacks és Merriwether Williams | 2016. szeptember 25. | 2019. április 26. |
| 22. | 2.  | Moby Woof                       |            | Cosmo Segurson                 | Doug Lieblich                                                                      | 2016. október 2.     | 2019. április 29. |
| 23. | 3.  | Prince Mermeow Moves In         |            | Kim Roberson                   | Merriwether Williams                                                               | 2016. október 16.    | 2019. április 30. |
| 24. | 4.  | The Mud Munchkins Must Be Crazy |            | Cosmo Segurson                 | Justin Charlebois                                                                  | 2016. október 23.    | 2019. május 2.    |
| 25. | 5.  | Gold Rush                       |            | Ian Graham                     | David Sacks és Johnny Ryan                                                         | 2016. november 6.    | 2019. május 1.    |
| 26. | 6.  | King of TV                      |            | Kim Roberson                   | Doug Lieblich                                                                      | 2016. november 13.   | 2019. április 19. |
| 27. | 7.  | Road Trippi                     |            | Kim Roberson                   | Jacob Fleisher                                                                     | 2016. november 20.   |                   |
| 28. | 8.  | Heat Wave                       |            | Ian Graham                     | Johnny Ryan és David Sacks                                                         | 2016. december 4.    |                   |
| 29. | 9.  | Charm School                    |            | Cosmo Segurson                 | Justin Charlebois                                                                  | 2016. december 4.    |                   |
| 30. | 10. | The Goofy Turkey Zone           |            | Cosmo Segurson                 | Jacob Fleisher                                                                     | 2017. áprilisi 12.   |                   |
| 31. | 11. | The Ding-A-Ling Circus          |            | Ian Graham                     | Eric Acosta, Justin Charlebois, Jacob Fleisher, Johnny Ryan és David Sacks         | 2017. április 19.    |                   |
| 32. | 12. | Steak Bus                       |            | Ian Graham                     | Jacob Fleisher                                                                     | 2017. április 26.    |                   |
| 33. | 13. | Witness Protection Program      |            | Kim Roberson                   | Eric Acosta                                                                        | 2017. május 3.       |                   |
| 34. | 14. | Flowers for Burgerstein         |            | Ian Graham                     | Justin Charlebois                                                                  | 2017. május 10.      |                   |
| 35. | 15. | Hotel It on the Mountain        |            | Kim Roberson                   | Justin Charlebois                                                                  | 2017. május 17.      |                   |
| 36. | 16. | Where Do Pickles Come From?     |            | Cosmo Segurson                 | Eric Acosta                                                                        | 2017. május 24.      |                   |
| 37. | 17. | Hospital Time                   |            | Kim Roberson és Cosmo Segurson | Johnny Ryan és David Sacks                                                         | 2017. május 31.      |                   |
| 38. | 18. | Love Boat                       |            | Cosmo Segurson                 | Johnny Ryan és David Sacks                                                         | 2018. augusztus 11.  |                   |
| 39. | 19. | It's On Like Con Con            |            | Ian Graham                     | Eric Acosta                                                                        | 2018. augusztus 11.  |                   |
| 40. | 20. | Jimmy Ron Cricket               |            | Kim Roberson                   | Johnny Ryan és David Sacks                                                         | 2018. augusztus 11.  |                   |